# Novaja Ladoga
Novaja Ladoga (Russisch: Новая Ладога, "Nieuw Ladoga") is een Russische stad in de oblast Leningrad, gelegen aan de rechteroever van de Volchov, op het punt waar die rivier in het Ladogameer stroomt. De stad ligt 121 kilometer ten oosten van Sint-Petersburg en  telt ongeveer 9700 inwoners.
Niet ver van Novaja Ladoga ligt Staraja Ladoga ('Oud Ladoga'), een voor Russische begrippen zeer oude stad die gezien wordt als de eerste hoofdstad van Roes'.
De geschiedenis van Novaja Ladoga voert terug tot de 15e eeuw. In 1702 liet Peter de Grote het plaatselijke klooster ommuren. Vervolgens werd er een gracht omheen gegraven. Ook werd er op order van Peter een scheepswerf gebouwd. In 1704 werden schepen van andere werven naar de stad toegehaald om te dienen als voorbeeld voor de nieuw aangestelde scheepstimmerlui. Ook kreeg het in dat jaar stadstatus.
De stad ging Novaja Ladoga heten. De naam van de oude stad Ladoga werd veranderd in Oud Ladoga.

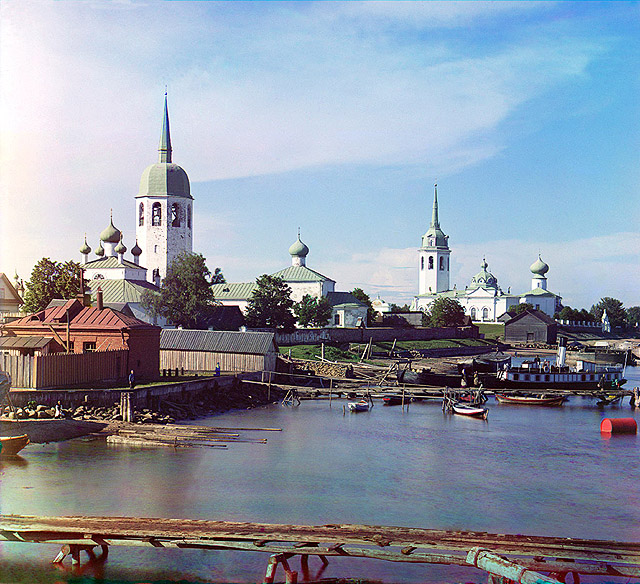
Novaja Ladoga in 1911

Bestuurlijk centrum: Sint-Petersburg (geen onderdeel van de oblast)

Steden: Boksitogorsk · Gatsjina · Ivangorod · Kamennogorsk · Kingisepp · Kirisji · Kirovsk · Kommoenar · Ljoeban · Lodejnoje Pole · Loega · Nikolskoje · Novaja Ladoga · Otradnoje · Pikaljovo · Podporozje · Primorsk · Priozersk · Sertolovo · Sjasstroj · Sjlisselburg · Slantsy · Sosnovy Bor · Svetogorsk · Tichvin · Tosno · Volchov · Volosovo · Vsevolozjsk · Vyborg · Vysotsk

Stedelijke districten: Sosnovy Bor

Gemeentelijke districten: Boksitogorski · Gatsjinski · Kingiseppski · Kirisjski · Kirovski · Lodejnopolski · Loezjski · Lomonosovski · Podporozjski · Priozerski · Slantsevski · Tichvinski · Tosnenski · Volchovski · Volosovski · Vsevolozjski · Vyborgski